# Columbiadoria hallii
Columbiadoria es un género monotípico de plantas herbáceas, perteneciente a la familia Asteraceae. Su única especie, Columbiadoria hallii, es originaria de Norteamérica.

## Descripción
Son subarbustos que alcanzan un tamaño de 30-60 cm de altura; con fuertes raíces pivotantes, las bases leñosas ramificadas con tallos erectos, en su mayoría simples, glabros. Las hojas basales (por lo general no persistentes) y caulinares, alternas, sésiles, oblanceoladas, con una reducción progresiva distal, los márgenes enteros, no resinosa. Las inflorescencias en racimnos o en corimbos. La corola amarilla (débilmente en todo caso en espiral). Disco de floretes 15-25, bisexuales y fértiles. Cypselas estrechamente oblongas, ligeramente comprimidas, 8-nervados, moderadamente estrigosas.

## Taxonomía
Columbiadoria hallii fue descrita por (A.Gray) G.L.Nesom y publicado en Phytologia 71(3): 249. 1991.
Sinonimia
- Haplopappus hallii A.Gray	basónimo
- Hesperodoria hallii (A.Gray)
- Hoorebekia hallii (A.Gray) Piper
- Pyrrocoma hallii (A.Gray) Howell[4]